# Friedhofskreuz (Le Pout)

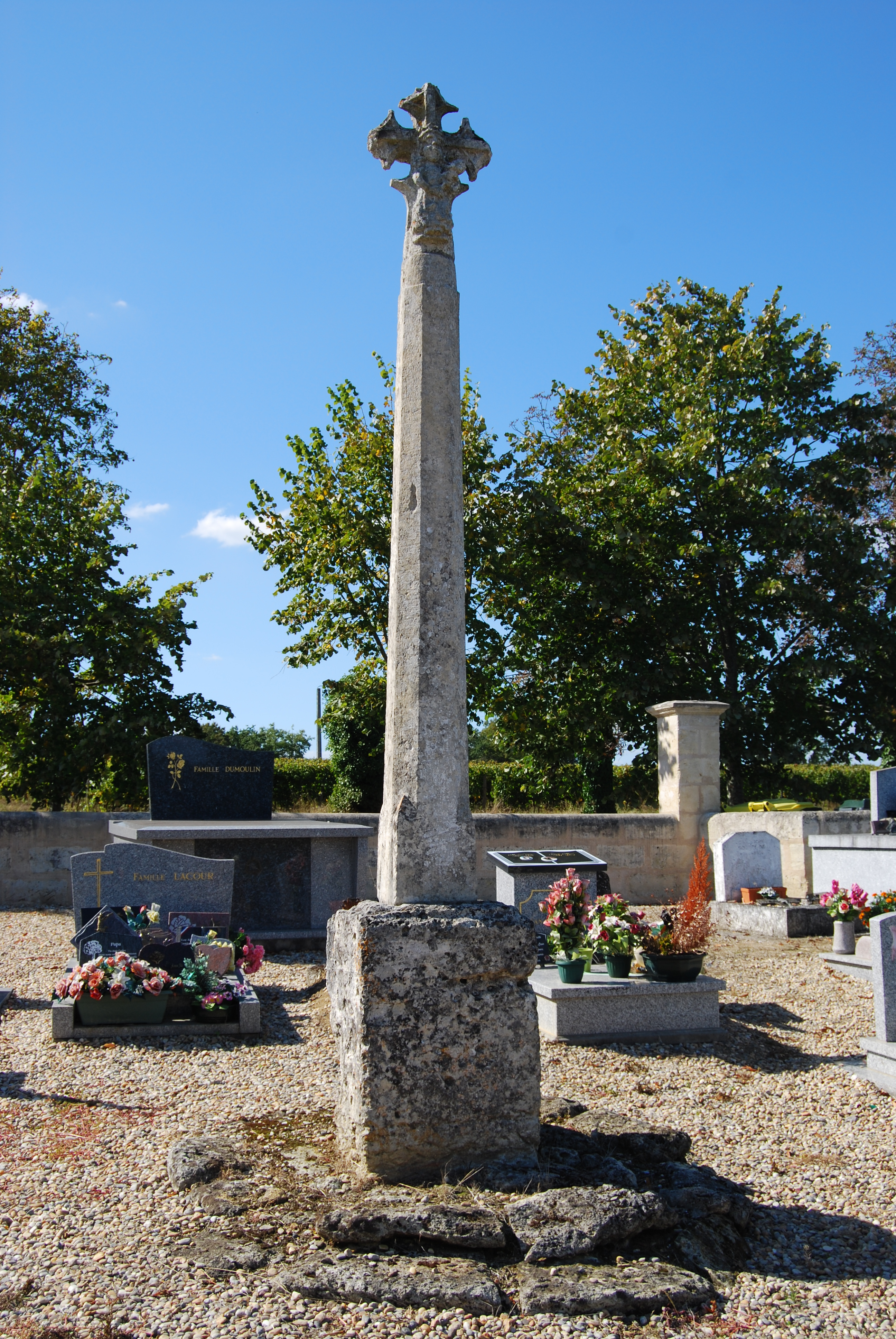
Friedhofskreuz in Le Pout

Das  Friedhofskreuz in Le Pout, einer französischen Gemeinde im Département Gironde in der Region Nouvelle-Aquitaine, wurde im 16. Jahrhundert errichtet. Im Jahr 1987 wurde das Kreuz als Monument historique in die Liste der Baudenkmäler in Frankreich aufgenommen.
Auf einem rechteckigen Sockel steht eine polygonale Säule, die von einem Kreuz bekrönt wird. Auf dem Kreuz ist Jesus Christus und die Madonna mit Kind dargestellt. 